# Qernertoq
Qernertoq [ˈqɜˌnːɜtːɔq] (nach alter Rechtschreibung K'ernertoĸ) ist eine wüst gefallene grönländische Siedlung im Distrikt Nanortalik in der Kommune Kujalleq.

## Lage
Qernertoq war der östlichste Wohnplatz Westgrönlands. Der Ort lag an der Westküste einer großen gleichnamigen Insel am östlichen Beginn des Ikeq. Der nächstgelegene heute noch bewohnte Ort ist Aappilattoq, das 50 km nordwestlich liegt.

## Geschichte
Qernertoq war schon im 19. Jahrhundert bewohnt. Der Ort gehörte ursprünglich der Herrnhuter Brüdergemeine an. Ab 1911 gehörte Qernertoq zur Gemeinde Sammisoq.
1919 wurden 29 Bewohner gezählt, die in sechs schlecht gebauten Häusern lebten. Unter den Bewohnern waren vier Jäger und zwei Fischer sowie ein Katechet. Die Bewohner lebten von der Robbenjagd und vom Fischfang.
Vier Jahre später wurde Qernertoq aufgegeben.